# Prosimiae
Le Proscimmie (Prosimiae) sono, nella classificazione tradizionale, un sottordine dell'ordine dei Primati, comprendente lemuri, lorisiformi e tarsi: in alcuni testi a questo sottordine venivano ascritti anche gli omomidi (attualmente ritenuti aplorrini ancestrali) e gli adapidi (considerati strepsirrini ancestrali).

## Tassonomia
Attualmente questo taxon è ritenuto superato in quanto parafiletico, poiché gli infraordini ascritti non condividevano un antenato comune, né molte caratteristiche fisiologiche importanti: nel linguaggio comune, in diversi testi non recenti e nella divulgazione, tuttavia, è ancora utilizzato.
La classificazione tradizionale suddivideva il sottordine delle Prosimiae in tre infraordini:
Infraordine Lemuriformi (Lemuriformes)
- Superfamiglia Lemuroidea
  - Famiglia Lemuri o lemuridi (Lemuridae)
  - Famiglia Daubentonidi (Daubentoniidae)
  - Famiglia Indridi (Indriidae)
  - Famiglia Lepilemuri (Lepilemuridae)

Infraordine Lorisiformi (Lorisiformes)
- Superfamiglia Lorisoidea
  - Famiglia Lorisidi (Lorisidae)
  - Famiglia Galagidi (Galagidae)

Infraordine Tarsiformi (Tarsiiformes)
- Superfamiglia Tarsioidea
  - Famiglia Tarsidi (Tarsiidae)